# Jay Bentley
Jay Dee Bentley (Wichita, Kansas, 6 de junio de 1964) es el bajista de la banda californiana Bad Religion.

## Biografía
Jay creció en Woodland Hills y asistió al instituto El Camino High School, donde conocería a Greg Graffin y Brett Gurewitz, quienes preguntaron a Jay si quería entrar en una banda nueva que estaban creando, Bad Religion. Sin embargo, Jay no tenía ningún bajo ni sabía tocarlo, pero fue a una tienda, se hizo con uno y aprendió en poco tiempo.
Permaneció en Bad Religion los dos primeros años de vida de la banda, desde 1979 hasta 1982. En ese período grabó el primer EP de la banda, autotitulado Bad Religion y el primer álbum de estudio de la banda, How Could Hell Be Any Worse?. Pero abandonó mientras grababan Into the Unknown, su segundo álbum. Durante los seis años que estuvo al margen de la banda, Bad Religion solo lanzó el citado Into the Unknown y el EP Back to the Known, en 1984. Ya que la agrupación californiana tuvo una corta ruptura y estuvo 4 años sin lanzar nuevo material, hasta 1988. En ese paréntesis, Jay tocó en algunas bandas de Los Ángeles como Wasted Youth o T.S.O.L. Pero cuando el bajista original de T.S.O.L., Mike Roche, regresó a la banda, Jay tuvo que salir y pasó fugazmente por Cathedral of Tears, una banda también con una historia musical muy fugaz.
En 1986, Jay vuelve a Bad Religion junto a Pete Finestone, el batería, y Gurewitz. Desde entonces, Jay ha sido el bajista oficial de la banda ininterrumpidamente, grabando un total de 13 álbumes de estudio con la veterana banda californiana.
Vive en Bowen Island, Columbia Británica (Canadá) y tiene dos hijos con su exmujer Michaela, de la que se divorció en 2005. Actualmente mantiene una relación con Natalia Fabia, una pintora y diseñadora de joyería de Los Ángeles.